# Górnoie (Sakhalín)
|  | Per a altres significats, vegeu «Górnoie». |

Górnoie (en rus: Горное) és un poble de l'óblast de Sakhalín, a l'Extrem Orient de Rússia, que el 2013 tenia 38 habitants. Pertany al districte de Makàrov.